# Tad Taube
Tad Taube (* 1931 in Krakau, eigentlich Thaddeus Taube) ist ein polnisch-amerikanischer Unternehmer, Manager und Philanthrop jüdischer Religionszugehörigkeit. Er finanziert unter anderem das 1986 gegründete Taube Center for Jewish Studies an der Stanford University. Er ist Unterzeichner des The Giving Pledge.
Im Sommer 1939, kurz vor dem Ausbruch des Zweiten Weltkriegs, gelang es Taube, aus Polen in die USA zu emigrieren. Taube erlangte Bachelor und Master-Grade der Universität Stanford. Heute ist er Präsident von „Taube Philanthropies“ und auch Präsident der „Koret Foundation“. In Kalifornien gründete Taube in den 1960er-Jahren die „Woodmont Companies“, eine heute große Immobilienfirma. Weiterhin war er Präsident und CEO der „Koracorp Industries“ von 1973 bis 1979, als Koracorp von Levi Strauss übernommen wurde.
Taube hatte und hat weiterhin zahlreiche administrative Ehrenämter bei Universitäten und Institutionen inne.

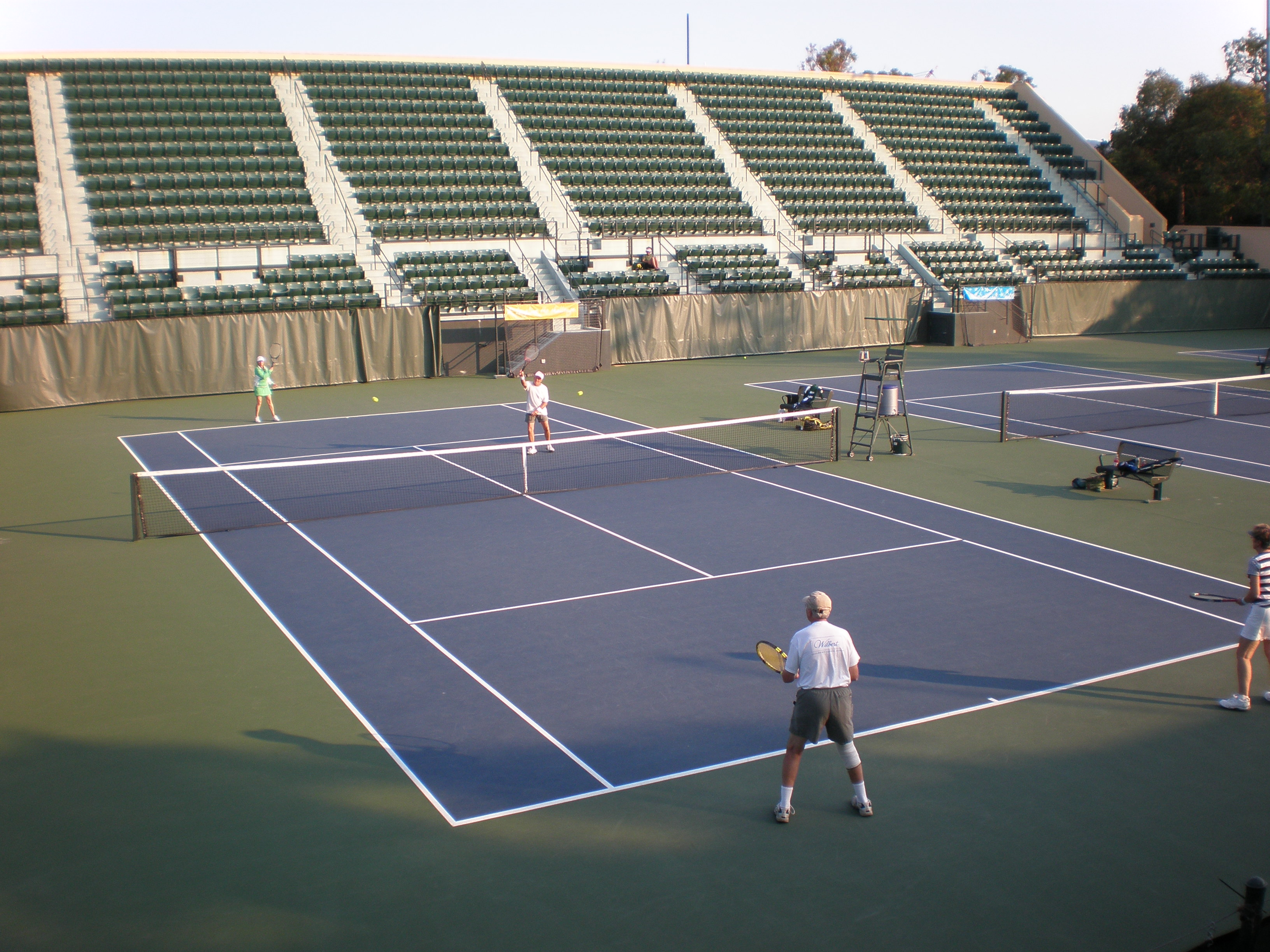
Ansicht des Taube Family Tennis-Stadiums an der Stanford University

An der Stanford-Universität ist das „Taube Family Tennis Stadium“ nach ihm benannt, auch das neue Football Stadium, das 2006 fertiggestellt wurde, wurde von ihm gefördert. Tad Taube war im Jahr 1982 Mitgründer der United States Football League (USFL). Taube ist verheiratet und hat sechs Kinder. Er lebt in Woodside unweit der Universität von Stanford.

## Preise und Auszeichnungen
- Scopus Award der Hebräischen Universität Jerusalem (1985)
- Ehrendoktor der Pacific Graduate School of Psychology (1995)
- Alexis de Tocqueville Society Award von United Way (1998)
- Kommandeurskreuz von Polen, höchste ziviler Auszeichnung der Republik Polen (2004)
- Honorarkonsul für Polen für die Halbinsel von San Francisco (2007)
- „Corporate Citizenship Award“ des Woodrow Wilson International Center for Scholars (2007)